# Vila Gustava Jirsche
Vila Gustava Jirsche, lidově též Dům s rytířem, je stavba v Teplicích, kterou si nechal postavit v roce 1900 (památkový katalog uvádí rok 1906) významný teplický architekt Gustav Adolf Jirsch jako své sídlo. Architekt použil směsici různých architektonických stylů – hlavním stylem domu je Heimatstil, jenž byl v severozápadních Čechách na počátku 20. století velmi populární, celkový vzhled budovy odkazuje na německou hradní architekturu, což dokládá mj. socha rytíře na pětadvacetimetrové věži domu. Jsou zde též znatelné vlivy secese – členění oken na západní fasádě, tvarování hrázdění, štuková výzdoba a okenní vitráže v interiéru budovy.
Budově dominuje 25 metrů vysoká věž s hrázděním na vrcholu, která je vidět z celého okolí.
Architekta Jirsche ke stavbě zřejmě inspirovala vila Schwarzer v polském Coselu (dnešní Kandřín-Kozlí), přičemž autoři knihy Teplice: architektura moderní doby 1860–2000 se domnívají, že vzhledem k podobnosti obou budov lze mluvit o plagiátu.
Budova stojí na rohu ulic Pod Doubravkou (dříve německy Schlossbergerstraße, v překladu Doubravská) a Josefa Suka (dříve Beethovenstraße, v překladu Beethovenova).

## Galerie

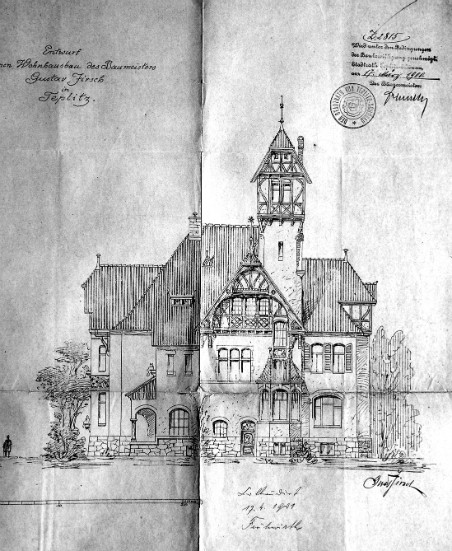
Historický nákres budovy od architekta G. A. Jirsche
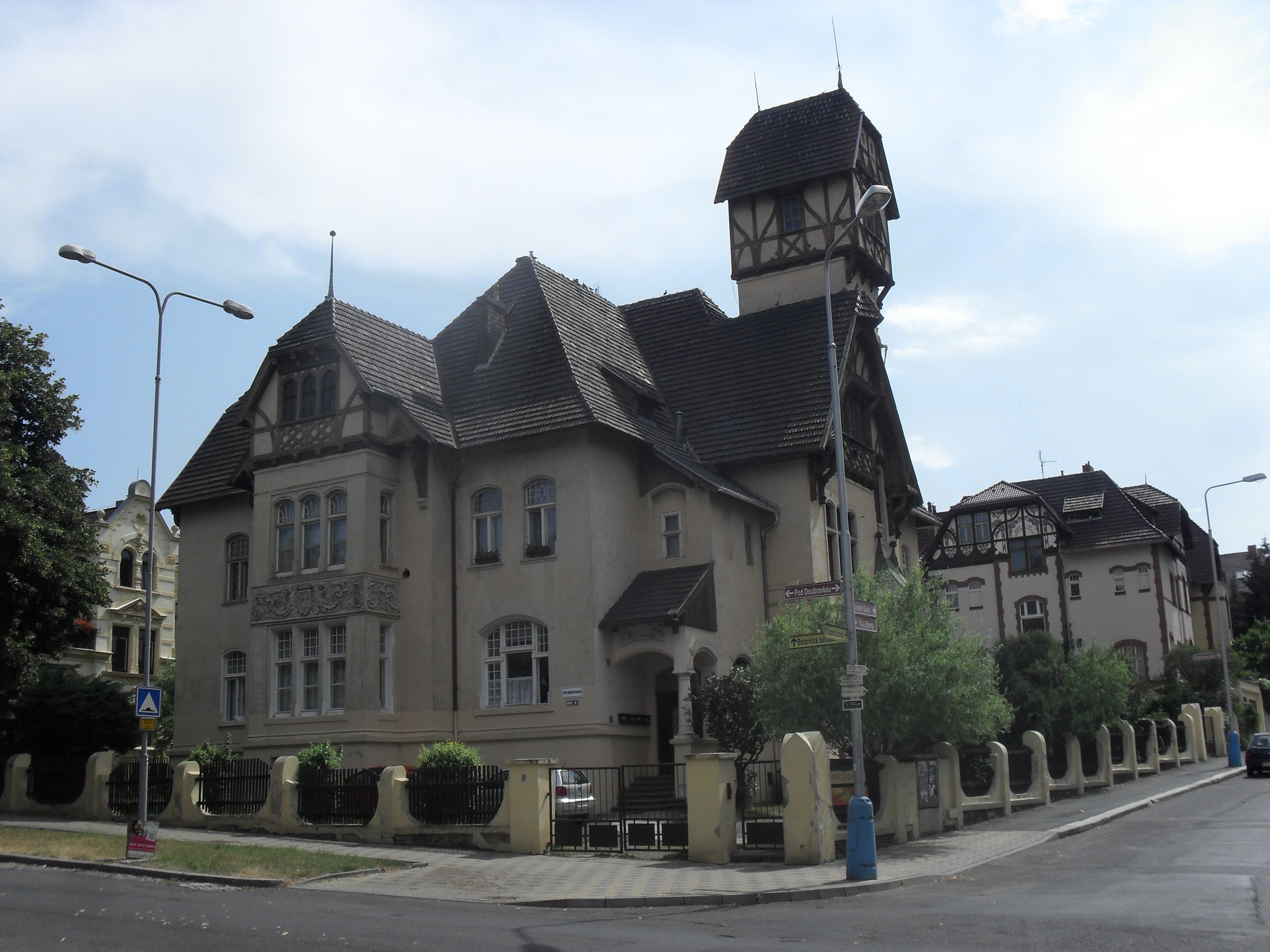
Pohled z křižovatky ulic K. J. Erbena a Pod Doubravkou
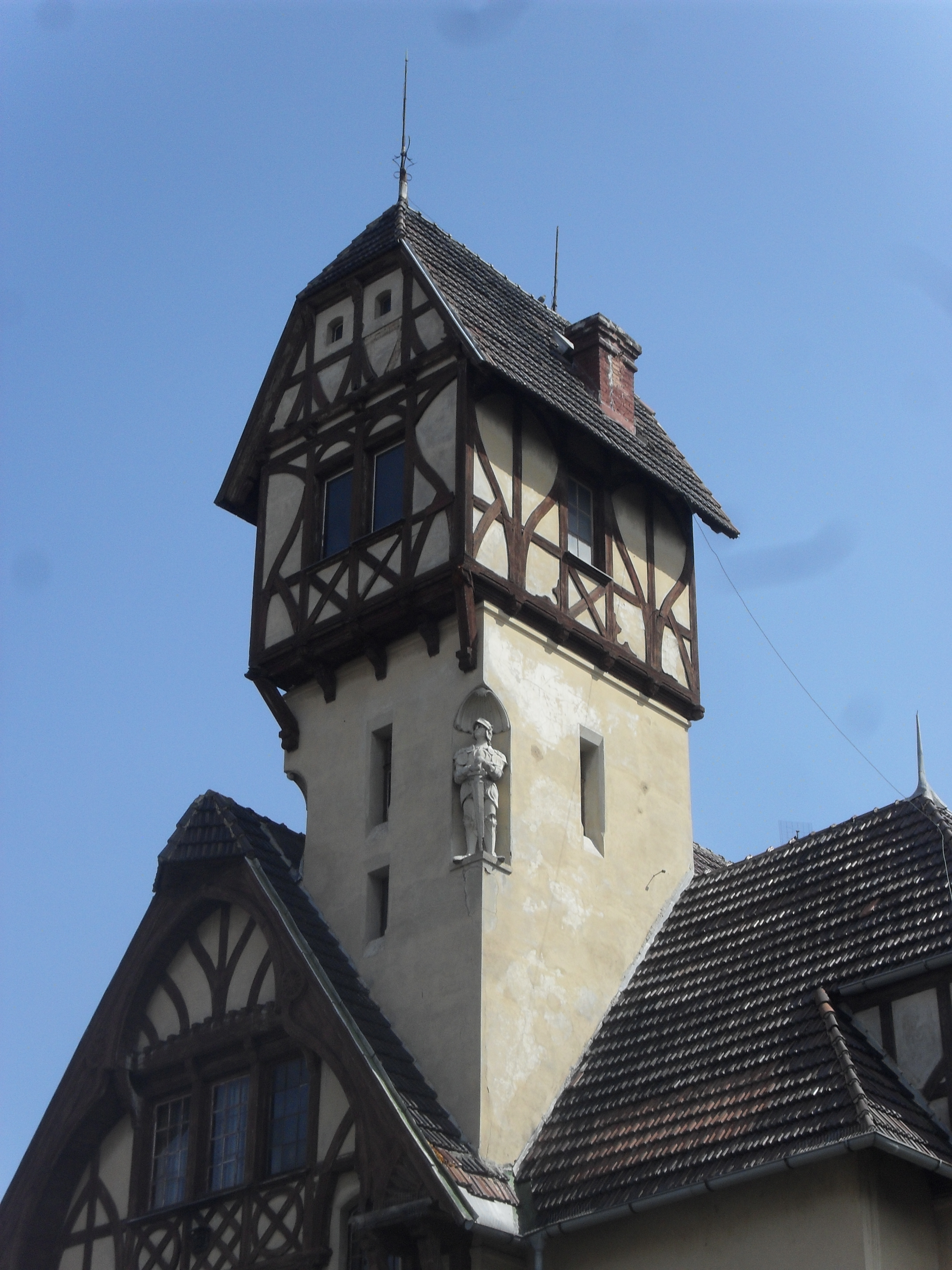
Pětadvacet metrů vysoká hrázděná věž dominující celému okolí.
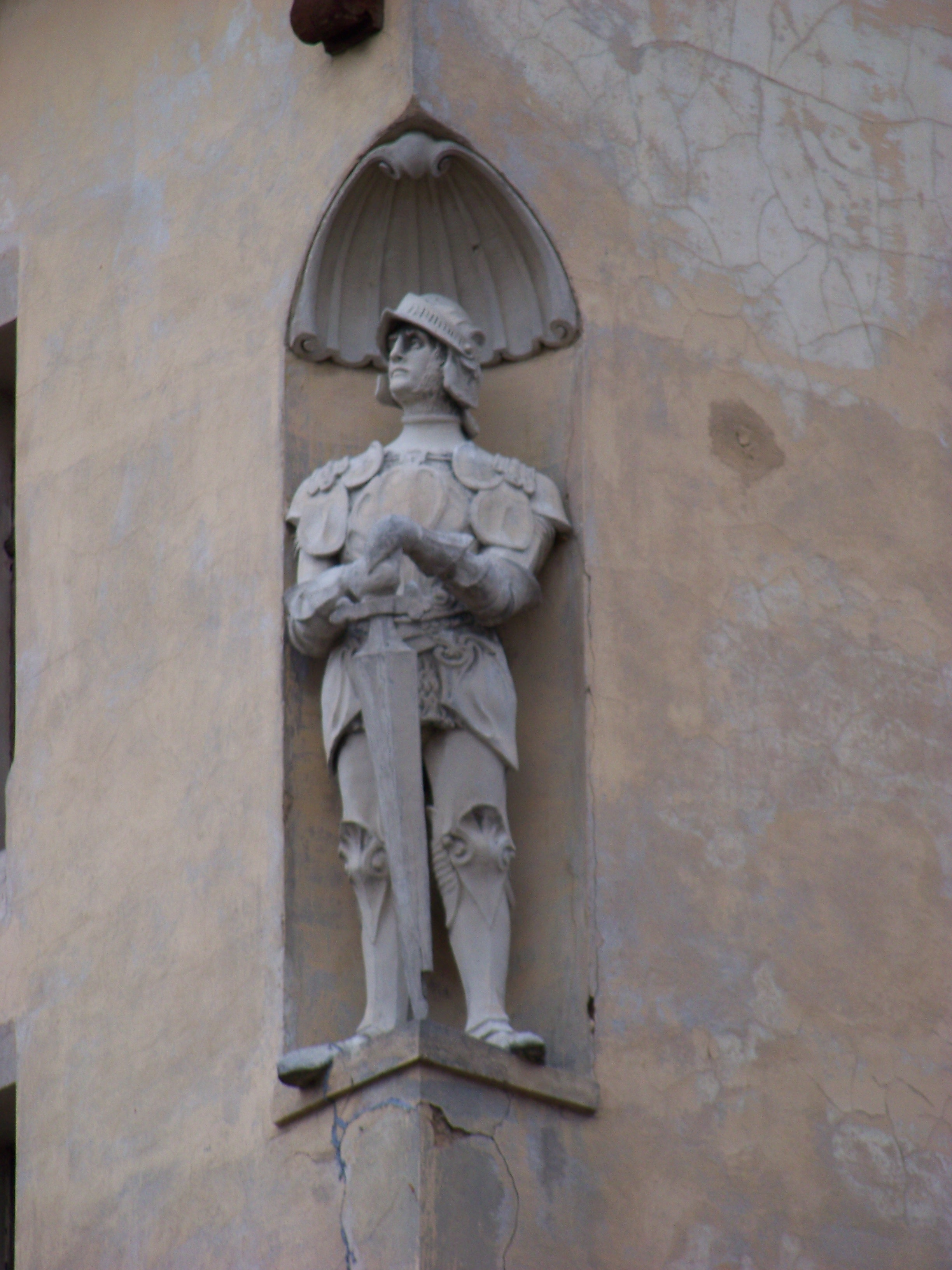
Socha rytíře na věži